# Echinus melo
Oursin melon
Espèce
Echinus melo, l’Oursin melon, est une espèce d'oursins de la famille des Echinidae.

## Description

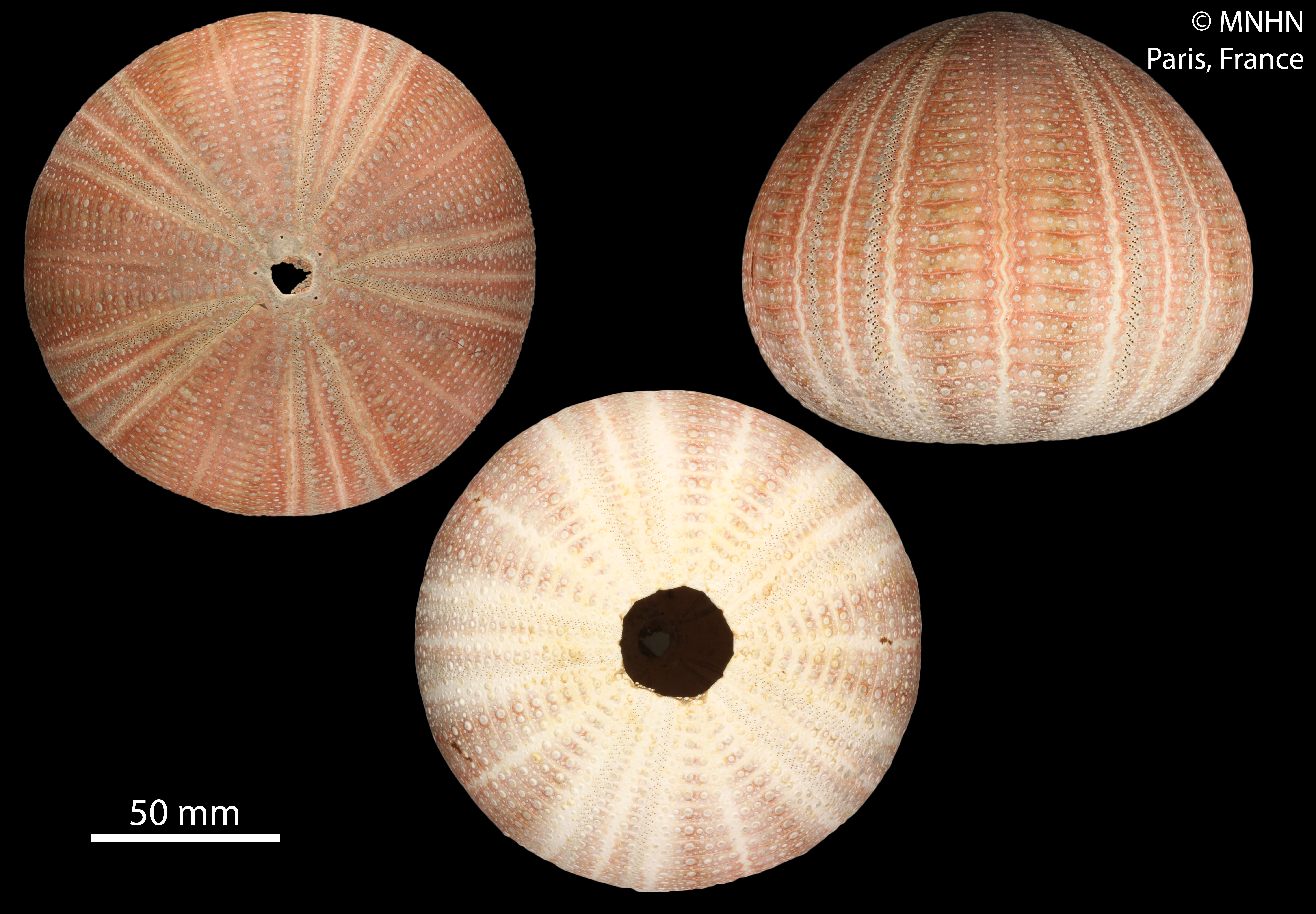
Test (MNHN).

C'est un gros oursin régulier de forme sphérique, avec des épines (« radioles ») fines et courtes. Celles-ci présentent deux types différents : de plus longues pour la locomotion et de plus courtes pour la défense. Les radioles « primaires » (les plus longues) sont robustes et le plus souvent verdâtres chez l'adulte, alors que les radioles secondaires sont plus fines et généralement blanches laissant apparaître des zones ambulacraires plus claires. Le test (coquille) presque parfaitement rond est généralement de couleur crème claire tirant parfois sur le jaune, l'orange ou le verdâtre, et comporte des alternances de lignes brunes et blanches semblables à celles d'un melon. Le test peut atteindre un diamètre de 18 cm, et les épines dépassent rarement 2 cm de longueur.

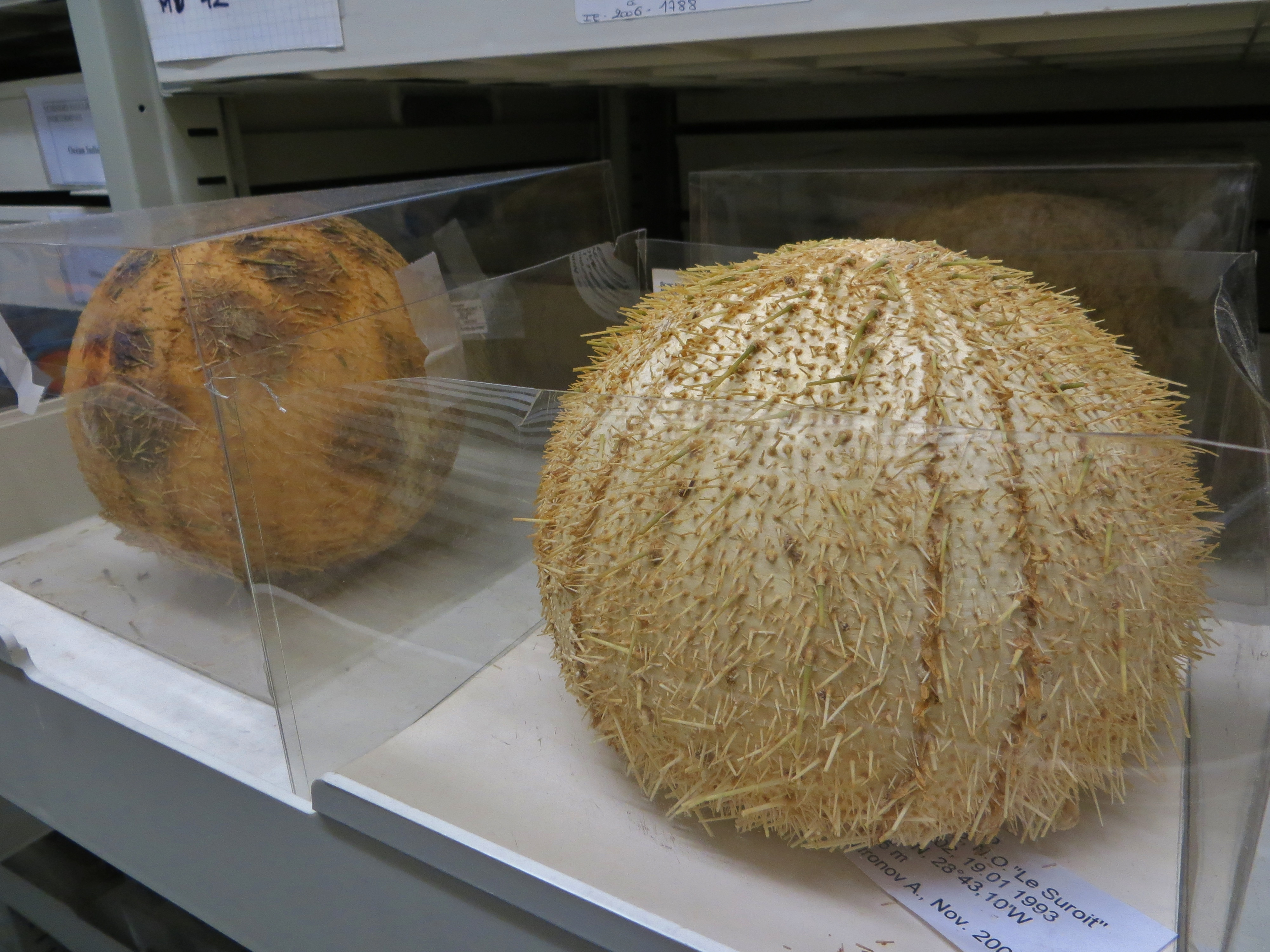
Gros spécimens naturalisés au Muséum national d'histoire naturelle : la ressemblance avec un melon est flagrante.

## Écologie et comportement
Avec son appareil masticateur situé sur la face inférieure, l'oursin melon broute le substrat avec un régime très omnivore : algues, éponges, débris, charognes, animaux sessiles…
Sa reproduction est sexuée et gonochorique.

## Répartition et habitat
L'oursin melon vit entre 30 et 150 m de fond, mais peut être trouvé jusqu'à des profondeurs de 1 000 mètres, où il adoptera un régime plus détritivore.
Son aire de répartition est la méditerranée occidentale et l'Atlantique nord-est, notamment des côtes des Canaries à l'Angleterre. Toutefois plusieurs autorités comme Schultze le considèrent endémique de Méditerranée.

## Étymologie
Le nom français de cet animal vient de son aspect qui rappelle la forme, la couleur et les motifs d'un melon ; c'est l'exacte traduction de son nom scientifique (latin) echinus melo. Ce nom est généralement conservé dans les autres langues : melon urchin en anglais, ou encore riccio melone en italien.

## Systématique
Le nom valide complet (avec auteur) de ce taxon est Echinus melo Lamarck, 1816.